# Susana Martinez
Susana Martinez (El Paso, 14 luglio 1959) è una politica e avvocata statunitense, membro del Partito Repubblicano e governatrice del Nuovo Messico dal 2011 al 2019.

## Biografia
La Martinez nacque e fu cresciuta in Texas, all'interno di una famiglia borghese di origini messicane; suo padre, vicesceriffo della Contea di El Paso, aveva vinto tre Golden Gloves negli anni cinquanta.
Dopo aver conseguito un bachelor dalla University of Texas at El Paso, la Martinez si laureò in legge all'Università dell'Oklahoma.

### Politica
Nel 1996 Susana Martinez venne eletta procuratore distrettuale. Durante i suoi quattro mandati si occupò soprattutto della tutela dei bambini.

#### Governatrice del Nuovo Messico
Nel 2010 si candidò a governatrice e dopo aver vinto le elezioni primarie con il 51% dei voti, vinse anche quelle generali, battendo la vicegovernatrice democratica Diane Denish con il 53%. Questo fu un caso molto particolare in quanto i due candidati erano entrambi di sesso femminile e tale incarico non era mai stato ricoperto da una donna.
Nel 2014 è stata riconfermata per un secondo mandato.

## Tendenza politica
La Martinez è di ideologia fortemente conservatrice: è contraria all'aborto e ai matrimoni omosessuali, sostiene l'istruzione privata, ostacola l'immigrazione clandestina e scoraggia l'uso della marijuana a scopo terapeutico.

## Vita privata
È sposata con il vicesceriffo Chuck Franco. La coppia non ha avuto figli, anche se Chuck ne aveva già uno, Carlo, che presta attualmente servizio nella marina statunitense.